# Francisco Sánchez-Arjona y Sánchez-Arjona
José Sánchez-Arjona y Sánchez-Arjona (*5 de junio de 1856 en Villafranca de los Barros, Badajoz- †¿?) Poeta y profesor de letras, doctor en filosofía y letras. Su familia, Sánchez-Arjona, era terrateniente en Extremadura.

## Biografía
En Sevilla estudió la segunda enseñanza, y en las universidades de Sevilla y Madrid siguió la filosofía, doctorándose en la Central el año de 1878. Sus aficiones a la literatura, que las tuvo desde sus primeros años en las aulas universitarias, le llevaron a publicar un buen número de poesías y artículos en los periódicos de Madrid, y animado por el éxito que lograron sus ensayos literarios, se entregó al periodismo en 1875, dándose a conocer en El Iris, revista literaria por él dirigida, y en la Revista Literaria, en que asiduamente redactaba.
En Sevilla, más tarde, dirigió El Eco de Sevilla, La Gaceta Comercial y El Fígaro, todos tres diarios democráticos, y en El Arte, Las Cuatro verdades y La Escena revistas también por él dirigidas, escribió cotidianamente de literatura y de historia, a la vez que colaboraba en multitud de periódicos de Madrid y provincias. Donde más ha sobresalido este escritor fue en estudios políticos y poesías líricas, algunas de estas muy elogiadas por los críticos y reproducidas frecuentemente en varios periódicos y almanaques festivos. No hemos de hacer aquí la crítica del vate extremeño, ya conocido suficientemente en la república de las letras. Al lector toca hacerlo, juzgando así de las facultades poéticas y de la inspiración del Sr. Sánchez-Arjona. Pero si nos sustraernos de este trabajo, no omitiremos decir que el poeta extremeño fue llamado a prestar su concurso en las Sociedades Económicas de Amigos del País de Sevilla y Cádiz, y a propuesta del Ayuntamiento de Sevilla fue recomendado al Gobierno para una gracia que lo recompensara sus servicios prestados a la ciudad durante su inundación, en 1880, y previo el oportuno expediente le fue concedida la cruz de la Orden Civil de la Beneficencia de segunda clase.

## Obras
- Poesías líricas (Sevilla, 1875).
- Fábulas de salón y poesías (Sevilla, 1880).
- El Trabajo (canto) (Sevilla, 1880).
- Guía general de la provincia de Badajoz para 1881 (Fregenal de la Sierra, 1881).
- Guía general de la provincia de Badajoz para 1882. (Badajoz, 1802).

- Datos: Q5867543